# Ruagea glabra
Ruagea glabra là một loài thực vật có hoa trong họ Meliaceae. Loài này được Triana & Planch. miêu tả khoa học đầu tiên năm 1872.